# کتابخانه بازار
کتابخانه بازار کتابخانه‌ای است واقع در خانه فرهنگ بازار تهران. تعداد کتاب‌های این کتابخانه حدود ۶۰۰۰ جلد بوده مه محوریت اصلی آن موزه و بازار است.

## آدرس کتابخانه
این کتابخانه بازار با نام قدیم ناصر خسرو نیز خوانده می‌شود در میدان توپخانه، خیابان امیرکبیر، خیابان ناظم‌الاطبا جنوبی، کوچه حشمتی، کوچه شهید کمالی، پلاک ۲۰ قرار دارد.

## پیشینه
خانه فرهنگ بازار پیش از این، خانه متعلق به خانم سلطان بیگم شجاعی بود. این خانه با قدمت ۱۵۰ سال به مساحت ۸۰۰ متر مربع سال‌ها در اختیار خانواده نیرنما بود و در حال حاضر به عنوان خانه فرهنگ بازار و زیر نظر سازمان فرهنگی هنری شهرداری تهران فعالیت می‌کند.
واقع شدن کتابخانه بازار در خانه تاریخی و زیبای سلطان بیگم از نزدیکان ناصرالدین شاه که یک تالار آینه زیبا در آن وجود دارد باعث شد تا این کتابخانه به انتخاب فدراسیون بین‌المللی انجمن‌ها و مؤسسات کتابداری (IFLA) در فهرست ۱۰۰۱ کتابخانه جهان که پیش از مرگ باید دید قرار گیرد.